# Rotting Christ
Rotting Christ är ett grekiskt metalband från Aten som grundades 1987. De var ett av de första black metal-banden i regionen och en viktig del i den europeiska underground-scenen inom tidig black metal.

## Historia

### Medlemmarna
De permanenta medlemmarna består av bröderna Sakis Tolis (född 29 juni 1972 i Aten, sång och gitarr) och Themis Tolis (född 28 mars 1974 i Aten, trummor). Bandets basist är sedan 1997 Andreas Lagios (född 11 november 1972 i Aten), då han tog över efter Jim Patsouris. George Bokos blev Rotting Christs gitarrist 2005, då han efterträdde Kostas Vassilakopoulos.
Tre olika keyboardister har varit aktiva i bandet; George Tolias, George Zaharopoulos (även i Necromantia) och en tillfällig musiker, benämnd "Panayiotis", på albumet A Dead Poem.

### Biografi
Under de två decennierna sedan bandet startade har de utvecklats från ett rent black metal-band i riktning mot vad som beskrivits som "dark metal" , där de på senare album nästan lämnat black metal-genren, utan att kompromissa med det extrema soundet. 
De allra första åren, under sent 1980-tal, började Rotting Christ som ett grindcoreband och släppte flera demos och splitalbum tillsammans med olika andra Atenbaserade grupper. Senare inspirerades bandet av tidiga black metal-band som schweiziska Celtic Frost och brittiska Venom, och under denna period utvecklades Rotting Christ till en av genrens initiativtagare. Deras femspåriga demo Satanas Tedeum är en blandning av grindcore/black metal och följdes upp av EPn Passage to Arcturo, som innebar ett genombrott för bandet när den gavs ut 1991.
En uppmärksammad händelse var en konsert 1993 under "Fuck Christ Tour", som Rotting Christ genomförde tillsammans med norska Immortal och kanadensiska Blasphemy. Under denna konsert ägnade sig några i publiken åt att knivskära sig själva så allvarligt, att det resulterade i ambulansfärd till sjukhus.
Innan bandet skrev kontrakt med Unisound hade Øystein "Euronymous" Aarseth från Mayhem visat intresse av att lansera Rotting Christs musik via sitt skivmärke "Deathlike Silence" , men när Aarseth mördades samma år föll detta. Bandet skrev kontrakt med Century Media 1996 och blev kvar hos dem i tio år innan de bytte till Season of Mist.
Rotting Christ har spelat i många länder utöver hemlandet Grekland, såsom Nord- och Sydamerika, övriga Europa, Ryssland, England och Mellanöstern. Likaså har de deltagit i många metal-festivaler runt om i världen såsom 2003 års Wacken Open Air i Schleswig-Holstein, Tyskland. Turnéer har genomförts tillsammans med band som My Dying Bride, Tristania, Tiamat, Vintersorg, Finntroll, Old Man's Child, Malevolent Creation, Anorexia Nervosa, Vader, Deicide, Behemoth och Nile .
Rotting Christ har funnits i mer än 20 år och är ett av de aktiva band inom black metal som varit verksamt längst. Bandet genomförde 2008 två shower i Larissa vilka spelades in och ingår tillsammans med en inspelning från Aten 8 december 2007 i livealbumet "Non Serviam: A 20 Year Apocryphal Story" som släpptes 23 februari 2009.
På nårsafton 2009 spelade Rotting Christ i Australien på metalfestivalen Screamfest. Ett nytt album, Aelo spelades in under hösten 2009 och planerat utgivningsdatum är 15 februari 2010 i Europa och 23 februari i USA.

## Publicitet
Under åren har Rotting Christ hamnat i en del konflikter och uppmärksammats av internationell media med anledning av bandnamnet. I november 1999 under republikanernas nominering i amerikanska primärvalen anklagade den kristet konservative kandidaten Gary Bauer bandet bland annat för att vara antikatolskt. Som svar på Bauers kritik skrev Sakis Tolis:
"Living in (so called) democratic societies, I think everyone should have the right to call religions as he/she wants. We in fact simply believe they are "rotting"! We are not a "satanic-crusader" type of band but rather one of the many bands that represent the dark side in nowadays Metal music." 
(Ungefärlig översättning: "Som boende i (så kallade) demokratiska samhällen, tycker jag att alla ska ha rätt att kalla religioner vad han/hon vill. Vi anser faktiskt bara att de är "ruttnande"! Vi är inte den typen av band som är för ett "sataniskt korståg" men snarare ett av många band som representerar den mörka sidan i dagens metalmusik.")

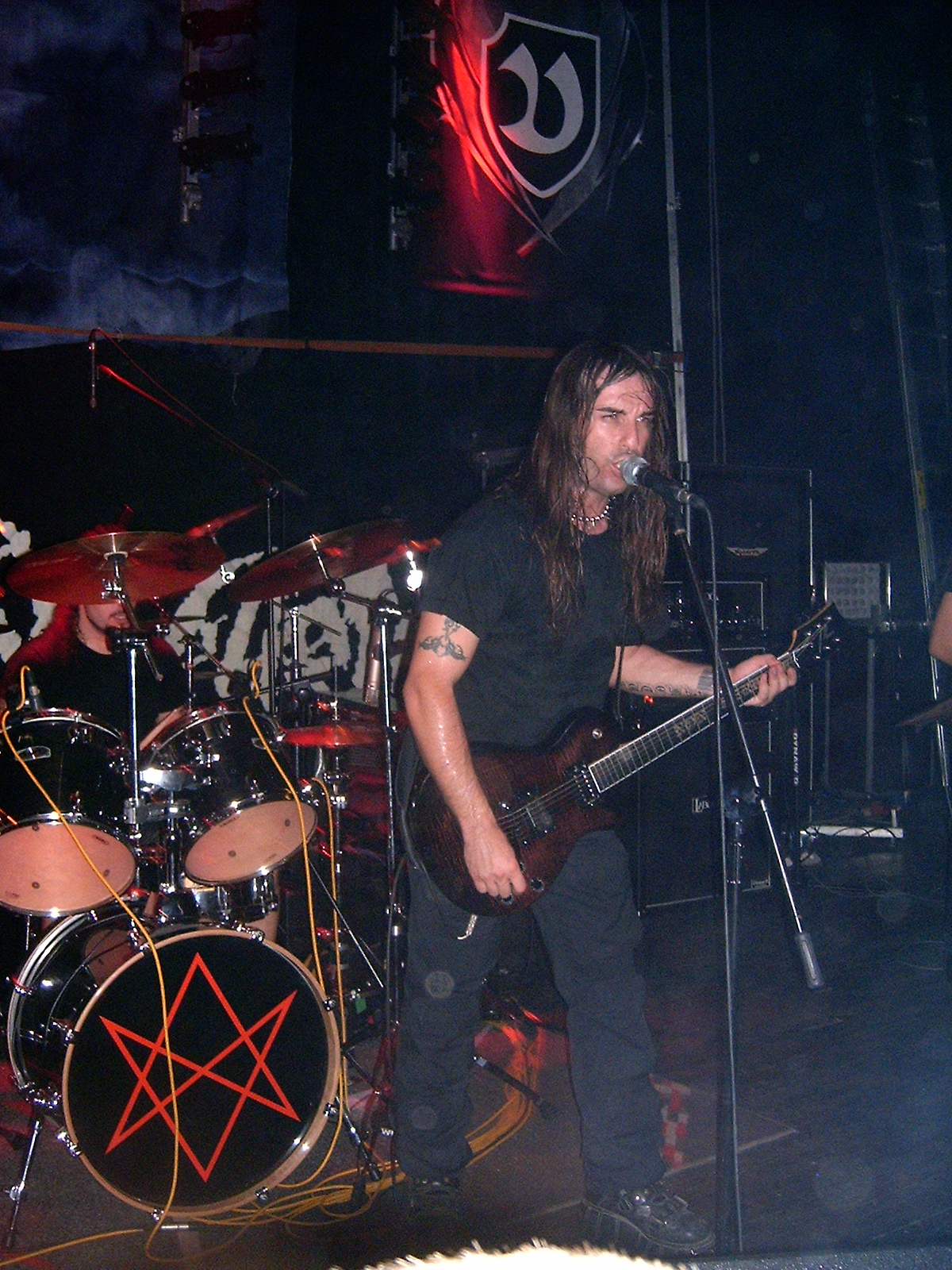
Konsert i Polen, 2005.

Rotting Christ har också varit tvungna att ställa in några framträdanden, bland annat i maj 2005 när Dave Mustaine, frontmannen i Megadeth, vägrade spela under en grekisk konsert om Rotting Christ också var med. I en intervju som svar på deras påtvingat inställda konsert noterade Sakis:
"I didn't expect something like that from Dave Mustaine, because, you know, he's supposed to be metal — you know, 'metal band,' all metal ... I just feel sorry for him and for every new Christian with new ideas, because we think Christianity is the worst thing to happen in human history. This is a well-organized trick in order to control society, so when I see someone that's very much Christian, that's full of the system, I feel very sorry for him because he's not free." 
(Ungefärlig översättning: "Jag väntade mig inte något sådant från Dave Mustaine, eftersom, du vet, han antas vara metal - du vet, 'metal-band', helt metal... Jag kan bara beklaga honom och alla nykristna med nya idéer, eftersom vi tycker att kristendomen är det värsta som hänt i mänsklighetens historia. Det är ett välorganiserat trick med avsikt att kontrollerar samhället, så när jag ser någon som är så mycket kristen, som är fylld av systemet, känner jag mig ledsen för hans skull eftersom han inte är fri.")
Namnet till trots har bandets traditionella texter med ondska och ockultism som tema på senare tid utvecklats mot en mer "mystisk" riktning, och de har förändrat den musikaliska inriktningen för varje nytt album, genom att utnyttja element som ren sång, doom-, gothic metal- och industrial metal-inslag liksom manlig/kvinnlig benediktin-sång.
Gruppens val av producenter och medhjälpare har varierat under åren såsom de svenska extreme metal-personligheterna Dan Swanö (Unisound), Peter Tägtgren (Abyss Studio) och Fredrik Nordström (Studio Fredman), tyska producenter som Andy Classen (Asphyx, Belphegor) Siggi Bemm (Therion, Theatre of Tragedy) och Waldemar Sorychta (Lacuna Coil, The Gathering) liksom Xytras (Samaels percussionist/keyboardist) har alla bidragit till produktionen av bandets album.

## Medlemmar
Nuvarande medlemmar
- Sakis Tolis – gitarr, sång (1987– )
- Themis Tolis – trummor  (1987– )

Tidigare medlemmar
- Jim Mutilator (Jim Patsouris) – basgitarr (1989–1996)
- Mornid / Magus Wampyr Daoloth (George Zacharopoulos gr.: Γιώργος Ζαχαρόπουλος) – keyboard, bakgrundssång (1992–1994)
- Andreas Lagios – basgitarr (1996–2012)
- Costas Vassilakopoulos – gitarr (1996–2004)
- George (Giorgos Tolias) – keyboard (1996–2004)
- Giorgos Bokos – gitarr (2006–2012)

Turnerande medlemmar
- Nebulath (Roberto Garchitorena) – basgitarr (1991)
- Stavros Mitropoulos – gitarr (1993, 1996)
- Panayiotis – keyboard (1993, 1996–1998)
- Bill Zobolas (Vasilis Zobolas) – gitarr (1994–1995)
- Kaneshka (Muslim Kaneshka) – basgitarr (1996)
- Makka Freiwald (Markus Freiwald) – trummor (1996)
- Costas Vassilakopoulos – gitarr (1996–1997)
- Alexander Haritakis - gitarr (2004-2006)
- Giorgos Bokos – gitarr (2005–2006)
- Vagelis Karzis – basgitarr, bakgrundssång (2012–2014)
- George Emmanuel – gitarr (2012–2014)
- Melanaegis – basgitarr, sång (2019)
- Giannis Kalamatas – gitarr (2019)

## Diskografi
Demo
- Leprosy of Death (1988) (inofficiell demo)
- Decline's Return (1989)
- Satanas Tedeum (1989)
- Ades Wind (1992)

Studioalbum
- Thy Mighty Contract (11 november 1993, Osmose Productions) (återutgiven på Century Media, 20 januari, 1998)
- Non Serviam (10 oktober 1994, Unisound) (återutgiven på The End Records, 24 januari, 2006)
- Triarchy of the Lost Lovers (20 augusti 1996, Century Media)
- A Dead Poem (7 oktober 1997, Century Media)
- Sleep of the Angels (9 mars 1999, Century Media)
- Khronos 666 (29 augusti 2000, Century Media)
- Genesis (29 oktober 2002, Century Media)
- Sanctus Diavolos (20 september 2004, Century Media)
- Theogonia (6 februari 2007, Season of Mist)
- Aealo (15 februari 2010, Season of Mist)
- Κατά τον δαίμονα εαυτού (1 mars 2013, Season of Mist)
- Rituals (12 februari, 2016, Season of Mist)
- The Heretics (15 februari, 2019, Season of Mist)
- Pro Xristou (2024,  Season of Mist)

Livealbum
- Lucifer over Athens (2015)

EP
- Passage to Arcturo (1991) (EP)
- Der Perfekte Traum (1999)
- Promo 1995 (2013)

Singlar
- "Dawn of the Iconoclast" (1992)
- "Αποκαθήλωσις" (1993)

Samlingsalbum
- Thanatiphoro Anthologio (2007)
- The Mystical Meeting (CD, 1995)
- The Mystical Meeting (10" vinyl, 1997)
- Passage to Arcturo + Non Serviam (2 x CD, 2006)
- Thanatiphoro Anthologio (2007)
- Semigods of the Serpent Cult (2009)
- Early Days - Tape Series (3 x kassett, 2012)
- Αποκαθήλωσις (3 x 7" vinyl, 2012)
- 25 Years: The Path of Evil Existence (2014)
- Old Coffin's Tapes (2016)
- Their Greatest Spells: 30 Years of Rotting Christ (2018)

Video
- In Domine Sathana (DVD, 2003)
- Non Serviam - A 20 Year Apocryphal Story (2 x DVD + 2 x CD, 2009)

Annat
- The Other Side of Life (1989) (dela 7" vinyl med Sound Pollution)
- "Rotting Christ: Feast of the Grand Whore" / Monumentum: Nostalgia of the Infinite / Nephtali" (delad 7" vinyl, 1991)
- "Rotting Christ: Naturdemonernas lockrop: I 1000 djävlars namn" / "Negative Plane: The Chasm Depths" (delad 7" vinyl, 2012)